# Concejo Municipal de El Hatillo
El Concejo Municipal de El Hatillo es el órgano legislativo del Municipio El Hatillo del Estado Miranda en Venezuela.

## Sede
La sede del Concejo Municipal se encuentra en la Calle Bolívar Las Marias en el casco histórico del pueblo de El Hatillo, a pocos metros de la Plaza Bolívar, donde también se encuentra la Alcaldía y sede del ejecutivo municipal.

## Concejales
Los concejales son electos por elección universal, directa y secreta de los ciudadanos registrados en la jurisdicción electoral del Municipio El Hatillo. El Hatillo, a diferencia de la mayoría de los municipios de Venezuela, posee una sola Parroquia, por lo que todos los concejales son electos por todo el municipio. El método de elección es un sistema combinado: 60 % Mayoritario - Nominal y 40 % Representación Proporcional - Listas cerradas y bloqueadas por método de D'Hont.
El período de un concejal es de 4 años con derecho a reelección.

## Composición
La composición del Concejo consta de siete (7) concejales principales y siete (07) suplentes, de los cuales se elige un Presidente y dos Vicepresidentes. Adicionalmente el concejo se organiza en comisiones de trabajo para las distintas áreas que defina la legislatura.

### Composición Actual del Concejo (VII Legislatura)[2][3]
| Concejales:       | Partido político / Alianza |
| ----------------- | -------------------------- |
| Daniel Perez      | FV/MUD                     |
| Aracelis Romero   | FV/MUD                     |
| Marco Facenda     | AD/MUD                     |
| Omar Nowak        | FV/MUD                     |
| Fernando Melena   | FV/MUD                     |
| Yolanda Rodríguez | FV/MUD                     |
| Dexy Gomez        | PSUV                       |

### Composición Histórica del Concejo
I Legislatura (1992 - 1995)
| Concejales:             | Partido político / Alianza |
| ----------------------- | -------------------------- |
| Salvador Pirrone        | COPEI                      |
| Margarita Franco        | COPEI                      |
| Ruben Hernández         | COPEI                      |
| Favían Ernesto Pimentel | COPEI                      |
| Virgilio Ruíz           | COPEI                      |
| Gioconda de Armas       | COPEI                      |
| Carlos Mérida           | DC                         |
| Alicia de Zambrano      | AD                         |
| Rafael Mendible         | LCR                        |

II Legislatura (1995 - 2000)
| Concejales:             | Partido político / Alianza |
| ----------------------- | -------------------------- |
| Margarita Franco        | COPEI                      |
| Ruben Hernández         | COPEI                      |
| Favián Ernesto Pimentel | COPEI                      |
| Ruben Ojeda             | AD                         |
| José Sarriá             | AD                         |
| Omar Nowak              | CONVERGENCIA               |
| Gustavo Cisneros        | LCR                        |
| Raul Sanz               | P.M.I                      |
| Trino Peréz             | CONIN                      |

III Legislatura (2000 - 2005)
| Concejales:            | Partido político / Alianza |
| ---------------------- | -------------------------- |
| Luis García            | PRVZL                      |
| Maria Consuelo Delgado | PRVZL                      |
| Tamara Sáiz            | PRVZL                      |
| Oscar Ángulo           | PRVZL                      |
| Margarita Franco       | PRVZL                      |
| Myriam Do Nascimento   | AD                         |
| Eleazar Medina         | MVR                        |

IV Legislatura (2005 - 2013)
| Concejales:          | Partido político / Alianza |
| -------------------- | -------------------------- |
| Eduardo Battistini   | PJ                         |
| Leandro Pereira      | PJ                         |
| Salvador Pirrone     | PJ                         |
| Rafael Albertos      | PJ                         |
| Hector Catalán       | PRVZL                      |
| Myriam Do Nascimento | AD                         |
| Ivan Machado         | MVR                        |

V Legislatura (2013 - 2018):
| Concejales:          | Partido político / Alianza |
| -------------------- | -------------------------- |
| Helga Quintero       | MUD                        |
| José Gregorio Correa | MUD                        |
| José Lugo            | MUD                        |
| Juan José Moreno     | MUD                        |
| Liris Loreto         | MUD                        |
| Omar Nowak           | MUD                        |
| Reinaldo Díaz        | MUD                        |

VI Legislatura (2018 - 2021):
| Concejales:            | Partido político / Alianza |
| ---------------------- | -------------------------- |
| Omar Nowak             | MOVEV                      |
| Daniel Lugo            | MOVEV                      |
| Naremi Silva           | MOVEV                      |
| Helga Quintero         | MOVEV                      |
| Gianfrangesco Farinola | MOVEV                      |
| Fernando Melena        | MOVEV                      |
| Miguel Ugas            | PSUV                       |